# Krušetnica
Krušetnica é um município da Eslováquia, situado no distrito de Námestovo, na região de Žilina. Tem 16,56 km² de área e sua população em 2018 foi estimada em 971 habitantes.

## Demografia
| Ano:        | 1994 | 2004   | 2014   | 2024   |
| ----------- | ---- | ------ | ------ | ------ |
| Broj ljudi: | 876  | 929    | 966    | 1019   |
| Razlika:    |      | +6,05% | +3,98% | +5,48% |

| Ano:               | 2023 | 2024   |
| ------------------ | ---- | ------ |
| Número de pessoas: | 1009 | 1019   |
| Diferença:         |      | +0,99% |